# Разъезд 69
Разъезд 69 — железнодорожный разъезд (тип населённый пункт) в Могойтуйском районе Агинского Бурятского округа в Забайкальском крае России. Входит в сельское поселение «Ушарбай».

## География
Расположен при разъезде железной дороге Тарская — Борзя в левобережье реки Могойтуй (приток Аги) в 3 км к юго-востоку от села Ушарбай, в 10 км к северо-западу от посёлка Могойтуй и в 120 км к юго-востоку от Читы.
Климат характеризуется как резко континентальный с умеренно жарким летом и продолжительной морозной малоснежной зимой. Средняя температура воздуха самого холодного месяца (января) составляет −22 — −26 °C; самого тёплого месяца (июля) — 18-20 °C. Также наблюдаются большие перепады сезонных и суточных температур, недостаточная увлажненность, большая сухость воздуха и значительное число солнечных дней в году. Вегетационный период 150 дней и более

## История
Основано в 1901 году.

## Население
| 1989 | 2002 | 2010 | 2021 |
| ---- | ---- | ---- | ---- |
| 35   | ↘15  | ↘14  | ↘13  |

национальный состав
Согласно результатам переписи 2002 года, в национальной структуре населения русские составляли 80 % от 15 чел..

## Инфраструктура
Путевое хозяйство.

## Транспорт
Через населённый пункт проходит тупиковая автодорога Могойтуй — Бурятская, участок железной дороги Тарская — Борзя.